# Lézignan-Corbières
Lézignan-Corbières è un comune francese di 10 375 abitanti situato nel dipartimento dell'Aude nella regione dell'Occitania.

## Società

### Evoluzione demografica
Abitanti censiti